# NGC 5653
NGC 5653 is een spiraalvormig sterrenstelsel in het sterrenbeeld Ossenhoeder. Het hemelobject ligt ongeveer 160 miljoen lichtjaar van de Aarde verwijderd en werd op 13 maart 1785 ontdekt door de Duits-Britse astronoom William Herschel.

## Synoniemen
- IC 1026
- UGC 9318
- MCG 5-34-58
- ZWG 156.68
- IRAS 14280+3126
- PGC 51814